# ISBN
ISBN (з англ. International Standard Book Number — міжнародний стандартний номер книги) універсальний ідентифікаційний номер, що присвоюється книзі або брошурі з метою їхньої ідентифікації. ISBN призначений для ідентифікації окремих книг або різних видань та є унікальним для кожного видання книги (крім репринтних).

## Історія
ISBN було розроблено 1966 року у Великій Британії та з 1970 року ухвалено як міжнародний стандарт ISO 2108. Ідентифікаційні номери за цим стандартом були десятизначними.
2005 року було ухвалено переглянутий стандарт коду ISO 2108:2005, який сумісний із форматом EAN та має довжину 13 цифр. Для перетворення старих кодів на нові потрібно до 10-значного коду додати префікс 978, який було зарезервовано саме для книжкових видань, та перерахувати контрольний розряд за алгоритмом, передбаченим EAN. Старі (10-значні) коди перестали підтримуватися з 2007 року.
Метою впровадження нового формату було збільшення ємності системи ISBN (за рахунок впровадження додаткового префіксу 979) та можливість друку ідентифікаторів у вигляді штрихкоду для ідентифікації видань у торгівлі. Старі 10-значні номери ISBN перетворюються на 13-значні шляхом додавання префіксу 978 та відповідного перерахування контрольної цифри.
Для присвоєння книзі номера ISBN видавництво звертається до національного агентства країни, котре уповноважене розподіляти блоки ISBN. Процедура отримання блоків ISBN платна. Після того як національне агентство призначить цьому видавництву окремий ідентифікатор та видасть заявлений блок номерів, видавництво може кодувати свою книжкову продукцію, однак не має права перепродавати або використовувати їх разом з іншим видавництвом. Кількість ISBN, що видаються окремому видавництву залежить від його річного випуску продукції.

### В Україні
Офіційним представництвом міжнародного агентства ISBN в Україні була Книжкова палата імені Івана Федорова.
У липні 2022 року на заміну ДСТУ 3814:2013 було ухвалено стандарт ДСТУ ISO 2108:2022, ідентичний ISO 2108:2017. Він почав діяти з 1 лютого 2023 року.

## Структура ISBN
Міжнародний стандартний номер книги складається з абревіатури ISBN, яка записується латинськими літерами незалежно від мови видання книги, та номера довжиною 13 цифр (або 10 цифр — для видань до 2007 року).
Десятизначний номер поділявся на чотири частини, відповідно, 13-значний поділяється на п'ять частин змінної довжини, котрі відокремлюються одна від іншої дефісом. Кожна частина має такі значення:
1. префікс GS1 (978 або 979) — вирізняє номери ISBN серед номерів EAN. Префікс 978 під час друку іноді (за традицією) замінюють префіксом ISBN.
2. Ідентифікатор мовної групи або країни. Встановлюється Міжнародним агентством ISBN. Кількість цифр залежить від річного обсягу книжкової продукції відповідної групи. Наприклад, для англомовних країн ідентифікатор групи дорівнює 0 або 1, для СРСР та країн СНД присвоєно ідентифікатор 5. Україна, крім ідентифікатора групи СНД, також має свої окремі ідентифікатори 966 та 617. Повний перелік груп доступний на сайті організації[7].
3. Ідентифікатор видавництва. Цей ідентифікатор призначається національним агентством ISBN країни для кожного видавництва. Видавництвам, що мають найбільший обсяг книжкової продукції, видаються ідентифікатори з меншою кількістю знаків, а малим видавництвам навпаки — призначають довгі ідентифікатори (до семи знаків).
4. Ідентифікатор книги. Це порядковий номер, який видавництво призначає для своїх книг. Кількість цифр цього ідентифікатора залежить від кількості цифр ідентифікатора видавництва: чим більше останній, тим меншій кількості книг видавництво може присвоїти номер ISBN.
5. Контрольна цифра. Остання цифра (або літера Х, що позначає число 10) в номері ISBN, що дозволяє перевірити його правильність. Номер ISBN вважається правильним, якщо сума добутків дев'яти цифр номера з ваговими коефіцієнтами від 10 до 2 та контрольної цифри ділиться на 11 без залишку[джерело?].

```
Приклад:

ISBN 5-02-013850-9

     | |     |   |
     | |     |   +-- контрольна цифра
     | |     +------ порядковий номер книги в видавництві - 13850
     | +------------ видавництво "Наука"
     +-------------- книга видана в СРСР
```

## Методи обчислення контрольної цифри
Контрольну цифру 10-значного номера ISBN можна обчислити двома еквівалентними методами.
У першому методі сума добутків цифр номера та контрольної цифри повинна ділитись на 11 без залишку. Для визначення контрольної цифри кожна цифра, що входить в номер, помножується на відповідний ваговий коефіцієнт (від 10 до 2). Контрольна цифра визначається як різниця між сумою отриманих добутків та найближчим більшим числом, що ділиться на 11 без залишку. Якщо отримана контрольна цифра дорівнює 10, то в повному номері ISBN вона позначається римською цифрою «X».
```
Приклад:

ISBN 5-02-013850-?

  5  0  2  0  1  3  8  5  0  -  цифрова частина
 10  9  8  7  6  5  4  3  2  -  вагові коефіцієнти
 50  0 16  0  6 15 32 15  0  -  добутки цифр на вагові коефіцієнти

 50 + 0 + 16 + 0 + 6 + 15 + 32 + 15 + 0 = 134.
 Наступне ціле число кратне 11 це 143 = 11*13, тому
 143 – 134 = 9               -  контрольна цифра

Повний номер: 
ISBN 5-02-013850-9
.
```

У другому методі кожна цифра помножується на номер своєї позиції, що нумеруються зліва направо починаючи від одиниці. Далі отримані добутки додаються та від цієї суми віднімається найближче менше число, що ділиться на 11 без залишку.
```
Приклад:

ISBN 5-02-013850-?

 5  0  2  0  1  3  8  5  0  -  цифрова частина
 1  2  3  4  5  6  7  8  9  -  номер позиції
 5  0  6  0  5 18 56 40  0  -  добутки цифр на номери її позицій

 5 + 0 + 6 + 0 + 5 + 18 + 56 + 40 + 0 = 130,
 130 = 11*11 + 9             -  контрольна цифра = 9

Повний номер: 
ISBN 5-02-013850-9
.
```

Оскільки 11 є простим числом, то така схема обчислення контрольної цифри забезпечує виявлення будь-якої одиничної помилки (наприклад у випадку коли буде пошкоджена одна цифра або будь-які дві цифри будуть переставлені).